# Крем
Вижте пояснителната страница за други значения на Крем.
Крем, още крин, замбак, лилиум или лилия (Lilium), е род растения от семейство Кремови (Liliaceae).
Произхождат от така наречения стар свят и много отдавна се култивират от хората. Създадени са множество културни сортове, които се отглеждат в паркове и градини.
Повечето от културните сортове се размножават с грудки.

## Етимология
Автори от Ботаническа градина-БАН (Д. Венкова, д-р А.Дончева) считат, че името на цветето произхожда от думата „ли-ли“, която означава „бял-бял“. Авторите не са единни дали „ли-ли“ е древнокелтска, или древногалска дума.
Други (инж.агр. М.Граматнички) приемат, че думата „лилиум“ идва от гръцката дума „Leirion“ – бял.
До XIX в. в Европа била позната единствено бялата разновидност на цветето. Розовите и жълтите били пренесени по-късно от Азия. Има близо 90 разновидности в най-невероятни разцветки.

## Разпространение и селекции
В България се срещат естествено четири вида: Албански крем (Lilium albanicum), Планински крем, наричан също самодивско лале (L. jankae), Петров кръст (L. martagon) и Родопски крем (L. rhodopeum).
Известните повече от 100 вида диворастящи лилиуми се срещат в природата в страните от Северното полукълбо с умерен и субтропичен климат – Европа, Азия и Северна Америка.
До XIX век в Европа се внасяли множество диворастящи екзотични цветя от цял свят. Включително и диворастящи лилиуми. Пристигали основно от Далечния изток, Китай и Япония. Техните цветове започнали да не се харесват на специалистите. И в началото на ХХ в. започнало създаването на нови видове с по-големи и по-разнообразни цветове. По това време, през 1903 г., в Китайски Тибет бил открит уникален диворастящ лилиум. Между всички диворастящи той бил огромен – 150 см. висок. Цветът му бил нещо невиждано дотогава: дълъг към 15 см. снежно бял с жълто гърло, отвън с леко розов оттенък, и цвят, тесен като тръба, който се разширява накрая. А луковицата му била невъобразима за времето си – грамадна, почти кръгла и лилава на цвят. Когато през следващата 1904 г. тибетският лилиум цъфнал за пръв път, всички специалисти единодушно му дали името Lililum Regale („Царска лилия“). Вече 96 години Lililum Regale е единственият диворастящ вид, който е разпространен в цял свят.
За това време са създадени около 5000 сорта, групирани в 7 класификационни групи. В България, до края на ХХ век, само на тесен кръг цветари са били известни хибридните лилиуми.
Истинска революция в селекционерството било създаването за пръв път на междугрупов хибрид. От родителските хибриди – от групата „тръбести“ Trupets и от групата „ориенталски“ Oriental – разцъфтяла „Черната красота“ Black Beauty.

## Отглеждане
Колко дълбоко в земята се засаждат лилиумите – по този критерий всички лилиуми се делят на две групи.
Лилиумите от едната група образуват корени на базата, дъното на луковицата. Луковичките-бебета излизат от луковицата-майка. За тези лилиуми утвърдения израз е „с базално вкореняване“. Същото напълно се отнася и за лилиумите от другата група. Само че те образуват корени и на втори етаж. При повърхността на земята стеблата на тези лилиуми обрастват с корени и с бебета. В този случай приетият израз в литературата е „стъблено вкореняване“. Не е възможно по външността на купената луковица да се познае дали тя е с базално, или със стъблено вкореняване, а е много важно за жизнеността на всяка купена луковица да се засади на необходимата и достатъчна дълбочина. Луковиците с базално вкореняване се засаждат плитко – на 5 см. Луковиците със стълбено вкореняване се засаждат дълбоко – на 15 – 20 см.

## Легенди
- Когато падащите звезди докоснат земната повърхност, се превръщат в цветя и тези цветя са лилиумите. Тази легенда дала друго име на лилиума „Звезда на земята“.
- Древните елини смятали, че лилиумът се е появил, когато от гръдта на богинята майка Хера капнали няколко капки мляко на земята. Затова и първото такова цвете било бяло. Други капки мляко останали в небето и те се превърнали в звезди от Млечния път.
- В Рая, където змията изкушавала Ева, цъфтели лилиуми. Въпреки че видели как тя се предала на изкушението, отхапвайки от ябълката, лилиумите запазили своята непорочна белота.
- Люлката на Мойсей била вързана под жълти лилиуми, които растели между тръстики и камъши.
- Персийската столица по времето на Кир, в края на V в. пр.н.е. била наричана „градът на лилиите“.

Възхищението от това цвете не само е родило легендите, а е оставило негови изображения върху асирийски и древноегипетски паметници. По-късно е намерило израз върху парични знаци. Лилия е била изобразена върху римски монети и френски флорини от времето на Людовик IX. А Людовик XIV пуснал в обращение пари във формата на златни и сребърни лилии.

## Други
На лилията е наречена улица в квартал „Горна баня“ в София (Карта).

## Галерия
- Lilium bulbuferum
- Lilium formosanum
- Lilium candidum
- Lilium martagon
- Lilium lankongense
- Lilium wardii
- Хибридна форма
- Хибридна форма
- Lilium 'Matrix'